# Walter Oehler
Walter Oehler (* 17. Februar 1898 in Braunschweig; † 26. Oktober 1985 ebenda) war ein deutscher Klempnermeister. Er war von 1946 bis 1969 Präsident der Handwerkskammer Braunschweig und seit 1977 Ehrenbürger der Stadt.

## Leben
Walter Oehler wurde 1898 in Braunschweig geboren. Er war dort Inhaber einer Klempner- und Installationsfirma. Nach Ende des Zweiten Weltkriegs wurde er im Mai 1945 zum Vorsitzenden des provisorischen Vorstandes der Handwerkskammer Braunschweig berufen und 1946 zum Kammerpräsidenten gewählt. Oehlers Hauptaugenmerk lag auf dem Wiederaufbau der während des Krieges aufgelösten Handwerkerorganisationen im Raum Braunschweig, nachfolgend in Niedersachsen und im Bundesgebiet. Er trat für die rasche Eingliederung vertriebener Handwerker ein. Oehlers Bemühen galt der Beteiligung des Handwerks am Wiederaufbau der während des Krieges zerstörten Gemeinden und der Milderung des Wohnraummangels. Zu diesem Zweck wurde in Braunschweig 1949 die heute noch bestehende Handwerker-Wohnungsbau-Genossenschaft gegründet. Gemeinsam mit dem Hauptgeschäftsführer der Handwerkskammer, Walter Hagebölling, richtete Oehler eine Ausbildungsstätte für das braunschweigische Handwerk, die Gewerbeförderungsanstalt an der Hamburger Straße 234, ein. Daneben setzte er sich für die deutsch-französische Verständigung ein und knüpfte 1962 Kontakte zur französischen Handwerkskammer in Nîmes, der Partnerstadt Braunschweigs. Beide Kammern schlossen 1977 einen offiziellen Partnerschaftsvertrag.
Oehler bekleidete Ehrenämter im Haus- und Grundbesitzer-Verein und im Aufsichtsrat der Volksbank Braunschweig. Er wurde 1968 zum Ehrenbürger der Technischen Universität Braunschweig und 1977 zum Ehrenbürger der Stadt Braunschweig ernannt. Er war Ehrenpräsident der Handwerkskammer Braunschweig. Walter Oehler starb im Oktober 1985 im Alter von 87 Jahren in seiner Heimatstadt. Testamentarisch gründete er die Walter-Oehler-Stiftung für das braunschweigische Handwerk, die bis heute begabte junge Gesellen und Meister fördert.